# La Galerie (film, 2021)
Pour les articles homonymes, voir Galerie.
Pour plus de détails, voir Fiche technique et Distribution.
La Galerie est un court métrage canadien réalisé par Loup-William Théberge. Le film s'inspire du spectacle de cirque produit par Machine de cirque. Il a été tourné au Musée national des beaux-arts du Québec ainsi qu'à l'église Saint-Charles de Limoilou.

## Résumé
Lors d'une visite nocturne dans un musée, un lien insoupçonné entre une femme et une œuvre d’art déclenchera un voyage inattendu entre le réel et l’irréel.

## Fiche technique
- Titre original : La Galerie
- Réalisation : Loup-William Théberge
- Scénario : Olivier Lépine
- Direction de la photographie : Felippe Martín
- Montage : Loup-William Théberge
- Mixage : Jérôme Boiteau
- Conception sonore : Jérôme Boiteau
- Musique : Fredéric Lebrasseur
- Direction artistique : Géraldine Rondeau
- Costumes : Émilie Potvin
- Société de production : Machine de Cirque
- Pays de production : Canada
- Date de sortie : 19 novembre 2021

## Distribution
- Pauline Bonanni
- Adam Strom
- Antoine Morin
- Connor Patrick Houlihan
- Gaël Della-Valle
- William Poliquin-Simms
- Jean-Philippe Cuerrier
- Lyne Goulet